# Этапы развития философии Гуссерля
В развитии философии Э. Гуссерля принято выделять три основных периода:
1. Ранняя, или дескриптивная феноменология.
2. Зрелая, чистая или трансцендентальная феноменология.
3. Поздняя феноменология, или философия «жизненного мира».

## Первый период
Критика психологизма, который выводил все логические законы и принципы из психологических феноменов, раскрывает суть ранней феноменологии. Этот период представлен двумя томами «Логических исследований». Гуссерль исходно обосновывает тезис о том, что логика не занимается действиями, которыми мы образуем наши концепции, суждения, умозаключения и т. д. Логика исследует результаты этих действий, то есть такие «идеальные» сущности, как понятие, пропозиция, следование. Также для логики не характерно понимание самоочевидности как чувства или психологического переживания, но только как выявление условий, при которых такое переживание может возникнуть в принципе.
Вывод о необходимости анализа и описания самостоятельных структур чистой логики, не сводимых к некоторым частным основаниям (например, психике), приводит Гуссерля к идее особой формы опыта, в которой нам даются логические явления. Вопрос, «каким образом мы можем знать о законах логики?» потребовал особой дескриптивной психологии, в задачу которой входил бы анализ различных типов мышления, различных форм и степеней интуитивного сознания и способов их символической и прямой репрезентации. Доказательство достоверного изучения фактов или феноменов сознания Гуссерль усматривал в параллельности структур субъективного акта и его объективного коррелята. Причем эта параллельность не вносится каким-то довеском к сознанию, а является сущностной его характеристикой, без которой и акт сознания и его объект оказываются лишь абстрактными и метафизическими конструкциями. Это универсальное свойство сознания Гуссерль назвал «направленностью на объект» или интенциональностью.
Интенция по Гуссерлю отнюдь не пассивна: она синтезирует и соотносит поток данных таким образом, что мы воспринимаем в той или иной степени идентичный объект и даже можем интуитивно восполнить отсутствующие компоненты. Так, фронтальный вид дома вкупе с отбрасываемой им тенью позволяет воспринять трёхмерный образ и предположить наличие задней стены, которой не видно. Всё это напоминает трансцендентальный синтез у Канта, однако без идеи априорных форм и сомнительного предположения о существовании вещей в себе.
Окончательной проверкой всякого знания для Гуссерля была феноменологическая интуиция или непосредственное усмотрение сущности. Это подразумевает схватывание таких общих понятий как «единство», «число», «подобие», которым не могут соответствовать чувственные данные. Такая позиция отличается от платоновского «припоминания». Интуирование, по Гуссерлю, заключается в последовательном раскрытии и тщательной проверке всех отношений, в которых могут участвовать общие сущности.
После опубликования «Логических исследований» стал складываться круг учеников и последователей Гуссерля, «возникло так называемое „феноменологическое движение“, которое просуществовало до начала 30-х годов нашего столетия и участниками которого были главным образом философы университетов Южной Германии. …Было организовано периодическое издание под названием „Ежегодник философии и феноменологических исследований“».

## Второй период
Вскоре для Гуссерля стало очевидно, что в поисках Восточной Индии чистой логики он открыл целый континент — Америку чистого сознания. Это открытие ознаменовало начало второй и самой славной фазы феноменологии, которая теперь претендовала на окончательный фундамент и критику всего знания. Знаменитый очерк Гуссерля о философии как строгой науке стал манифестом этой новой философской дисциплины для широкой публики; для последователей же предназначались многочисленные лекции, семинары и незавершённые «Идеи к чистой феноменологии и феноменологической философии». В них Гуссерль формулирует свой «принцип всех принципов», принцип «самоданности»:

Любое дающее из самого первоисточника созерцание есть законный источник познания, и все, что предлагается нам в «интуиции» из самого первоисточника, нужно принимать таким, каким оно себя даёт, но и только в тех рамках, в каких оно себя даёт.— Идеи к чистой феноменологии и феноменологической философии. Т. 1. § 24
Как принимать данное «таким, каким оно себя даёт», Гуссерль поясняет в другом месте:

…Не гнаться дедуктивно за конструкциями, не имеющими отношения к предмету данного вопроса, но выводить всё знание из его первичного источника, из аутентично усмотренных принципов, понимаемых как усмотрения; не отвлекаться ни на какие предрассудки, ни на какие словесные противоречия или вообще на что бы то ни было во всем мире, даже на то, что называют «точной наукой», но взамен отдавать должное всему тому, что представляется ясным и что тем самым составляет «подлинное», или предшествует всем теориям, или устанавливает предельные нормы.— Набросок дополнительного предисловия ко 2-му изд. «Логических исследований»
Однако разве феномены не могут обманывать нас своей кажимостью и непостоянством? В каком смысле мы можем говорить об их самоочевидности и аутентичности? Каковы «рамки» их самоданности? Несомненно, здесь нужен радикальный шаг, который Гуссерль видит в критической редукции. Её первый этап − приостановить или замедлить всякую веру в независимое существование объектов сознания, которая присуща нашей «наивной» или «естественной» установке. Мы не отрицаем их бытие, не сводим к иллюзии, но обращаем всё внимание исключительно на их сущность как феноменов и на сами акты интуирования. Второй этап последовательно и до конца проведённой феноменологической редукции выводит нас к области, не затронутой тотальным заключением в скобки, к самому мыслящему сознанию и его компонентам. Эту область Гуссерль называет регионом абсолютного, аподиктического или чистого сознания, а именно трансцендентального ego.
Редукция на этом закончена, но феноменологический анализ только начинается. Ибо видимая пустота и минимальность найденного понятия на самом деле содержат всё многообразие и бесконечность редуцированного мира. Многообразие раскрывается не в качестве независимо существующих внешних объектов, о которых трудно сказать что-либо определённое, но в виде интенциональных феноменов, наделенных, как показывал Гуссерль, целым спектром самоочевидных характеристик. Здесь и особая структура феномена, обладающего с одной стороны, «идентичным интенциональным ядром», а с другой − открытыми горизонтами конституирования, не позволяющими ему быть обособленным объектом; здесь и неустранимая «временность» феномена, указывающая на его включённость в непрерывный поток сознания в качестве воспоминания (ретенции), ожидания (протенции), либо же текущего впечатления. Эти различающие способы представления коррелируют с чистым трансцендентальным cogito, составляя собственное проблемное поле «внутреннего сознания времени», тему выделения условий возможности реконструкции оснований и пределов интерсубъективности, гипотезу аналогизированного переноса как основы конституирования феномена alter ego и другие специфические разделы чистой феноменологии.
Часть учеников Гуссерля расценила его новые концепции, сформулированные в «Идеях I», как отход от принципов, высказанных им ранее в «Логических исследованиях». Роман Ингарден вспоминал о впечатлении, произведённом выходом «Идей I»: «На семинаре 1913/1914 гг. мы читали их вместе с Гуссерлем и слушали его комментарии к этой книге. И там, на семинаре, возникло определенное удивление. Это было не то, что мы ожидали. Вдруг мы читаем такие положения: „Если мы вычеркиваем чистое сознание, то мы вычеркиваем мир“ (!); „Если нет чистого сознания, то нет и мира“ (!). Гуссерль многие годы учил нас: назад, к вещам, к конкретному, не к абстрактному, не к теориям и т. д.! Ближе к конкретному! — таков был лозунг». Вместо этого в «Идеях I» разворачивается учение о трансцендентальной редукции, выводящей к чистому сознанию и чистому «Я».

## Третий период
В фазу поздней философии Гуссерль вступил, растеряв многих способных учеников, которые не приняли его трансцендентальный идеализм, но не утратив ни грамма прежней работоспособности и пафоса первооткрывателя. Сам он иронически называл себя «истинным начинателем», которому, «если будет дарован возраст Мафусаила», может и удастся «стать философом».
Так, он нашёл в себе силы ответить на многочисленные обвинения в солипсизме, обосновав в «Картезианских размышлениях» своё видение интерсубъективного мира, который конституируется трансцендентальным ego и составляет уникальное сообщество монад, то есть конкретных ego со своим прошлым, будущим, чистыми возможностями и личностными характеристиками. Это сообщество является первичным по отношению к миру «объективных наук», создавая его смыслонаполнение. Вместо метафизического постулирования мыслящей субстанции и бесконечного Бога Гуссерль указал на присущую самому сознанию интуицию Другого, связав разнородные горизонты отдельных сознаний в единый и бесконечный горизонт мира и пойдя тем самым дальше Декарта.
Идея базового жизненного мира (Lebenswelt), представленная в книге «Кризис европейских наук и трансцендентальная феноменология», составляет следующий этап разработки феноменологии. Это стало возможным в результате последовательной редукции всех «естественных» наук и осознания особой важности именно «пограничных полей» каждой конкретной монады, а не только её трансцендентального ядра, как Гуссерль полагал ранее. Данный мир, структурированный вокруг центра живущей самости и скоординированный такими понятиями как «родина», «чужбина», «моё», «должное», представлялся явно субъективным и относительным. В то же время Гуссерль видел истоки объективного кризиса европейских наук, подменивших со времён Галилея свой подлинный и единственный предмет идеализированными и математизированными абстракциями, именно в забвении основополагающей почвы жизненного мира.